# Wilhelm Zahn
Wilhelm Zahn (Ebensfelde, Staffelstein, 29 juli 1910 - ?, 14 november 1976), was een Duits U-boot-commandant en luitenant-ter-zee in de Kriegsmarine tijdens de Tweede Wereldoorlog. Zahn voerde het commando over de U 56 vanaf 26 november 1938 tot 21 januari 1940 en over de U 69, op 28 augustus 1941 tot 31 maart 1942.

## Loopbaan

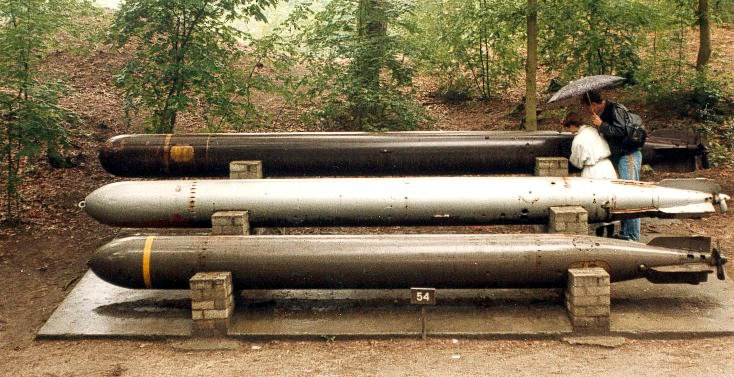
De G7e torpedo's die niet afgingen

Zahn kwam op 25 augustus 1938 in Wilhelmshaven aan en kreeg daar zijn U-bootopleiding. Later kreeg hij er het bevel over de U 56, waarmee hij na 15 patrouilledagen naar Kiel afreisde. Van daaruit patrouilleerde hij verder vanuit deze basis. In het begin van de oorlog op zee waren de Duitse torpedo's onbetrouwbaar, omdat ze niet altijd explodeerden bij de inslag tegen een schip. De succesvolle commandant van de U 47, Günther Prien ondervond dit tot zijn grote ergernis. Hij deed hierover zijn beklag bij admiraal Karl Dönitz. De torpedo's waren maar twee keer getest voor ze in serieproductie gingen. De magnetische ontstekers werden vervangen.
Ook luitenant-ter-zee Zahn kreeg op de U 56 met onbetrouwbare torpedo's te maken. Hij had op 30 oktober 1939, in de buurt van de Orkney-eilanden, een ontmoeting met de Britse slagschepen HMS Rodney, HMS Nelson en HMS Hood, begeleid door tien torpedojagers. Onder water varend lanceerde Zahn drie torpedo's die de Nelson, zonder te exploderen troffen. Winston Churchill en admiraal Dudley Point waren aan boord van de Nelson op dat moment. 
Op 2 december 1939 beschadigde de U 56 het Britse vrachtschip Eskdene van 3.829 BRT van het konvooi HN-3 en bracht Zahn het Zweeds vrachtschip Rudolf van 2.119 BRT tot zinken, hoewel Zweden neutraal was. Op 23 januari 1940 zonk het Finse SS Onto van 1.333 BRT na te zijn beschadigd door de explosie van een zeemijn die door de U 56 op 8 januari was gelegd.
Zahn werkte tijdelijk als officier-instructeur aan een opleidingsschool. Hij kreeg op 1 september 1941 de U 69 onder zijn bevel, tot 31 maart 1942. Zahn opereerde voortaan vanuit de U-bootbasis van Saint-Nazaire, Frankrijk.

### Wilhelm Gustloff

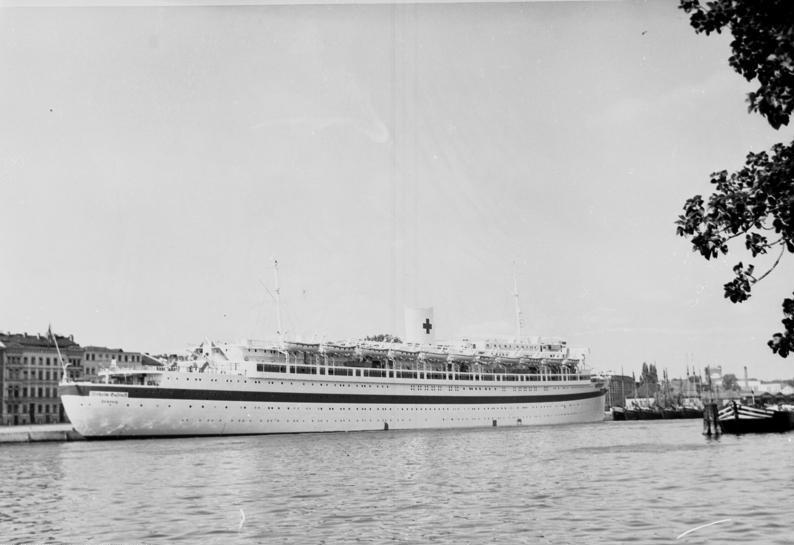
De Wilhelm Gustloff

Zahn verkreeg op 1 april 1943 de rang van korvetkapitein. Hij was als militair commandant aan boord van de Wilhelm Gustloff toen dit schip op 30 januari 1945 de haven van Gotenhafen verliet met Duitse vluchtelingen en gewonde Duitse soldaten uit Oost-Pruisen aan boord. Zahn wilde de kans op een aanval door een onderzeeër verkleinen en adviseerde kapitein Friedrich Petersen, om dicht bij de kust te blijven, in ondiep water, en geen navigatieverlichting te voeren. Petersen zette echter koers naar diep water omdat hij overbeladen was en liet de navigatieverlichting inschakelen, toen een radiobericht meldde dat een Duits konvooi van mijnenvegers in de buurt voer. De Wilhelm Gustloff werd vervolgens ontdekt door een Sovjet onderzeeër, die het schip met drie torpedo's trof. De Wilhelm Gustloff zonk in slechts 45 minuten. Duizenden passagiers kwamen om, maar Zahn en Petersen overleefden de ramp. Naar het optreden van Zahn werd door de Kriegsmarine een officieel onderzoek ingesteld, dat echter niet meer kon worden afgerond door de ineenstorting van het naziregime.
Zijn verdere levensloop na de oorlog is niet bekend. Hij overleed op 66-jarige leeftijd. De plaats van overlijden is niet bekend.

## Successen
- 2 schepen tot zinken gebracht met een totaal van 3.452 BRT
- 1 schip beschadigd met een totaal van 3.829 BRT

## Militaire loopbaan
- Offiziersanwärter: 1 april 1930[1][13]
- Fähnrich zur See: 1 januari 1932[1][13]
- Oberfähnrich zur See: 1 april 1934[1][13]
- Leutnant zur See: 1 oktober 1934[1][13]
- Oberleutnant Zur Se: 1 juni 1936[13] - 1 januari 1936[1]
- Kapitänleutnant: 1 juni 1939[13] - 1 april 1939[1]
- Korvettenkapitän: 1 april 1943[1][13]

## U-boot commando
- U 56: 26 november 1938 - 21 januari 1940: 5 patrouilles (70 dagen)
- U 69: 28 augustus 1941 - 31 maart, 1942: 4 patrouilles (126 dagen)